# Пригородний (Челябінська область)
Пригородний (рос. Пригородный) — селище у Каслинському районі Челябінської області Російської Федерації.
Входить до складу муніципального утворення Каслинське міське поселення. Населення становить 32 особи (2017).

## Історія
Від 27 лютого 1924 року належить до Каслинського району Челябінської області.
Згідно із законом від 16 листопада 2004 року органом місцевого самоврядування є Каслинське міське поселення.

## Населення
| 2002 | 2009 | 2010 | 2011 | 2012 | 2013 | 2014 |
| ---- | ---- | ---- | ---- | ---- | ---- | ---- |
| 123  | ↘98  | ↘63  | ↘61  | ↘45  | ↗46  | ↘36  |
| 2015 | 2016 | 2017 |      |      |      |      |
| ↗43  | ↘38  | ↘32  |      |      |      |      |